# Sebbe De Buck
Sebbe De Buck (* 14. März 1995) ist ein belgischer Snowboarder. Er startet in den Freestyledisziplinen.

## Werdegang
De Buck nimmt seit 2008 an Wettbewerben der FIS und der Ticket to Ride World Snowboard Tour teil. Sein erstes FIS-Weltcuprennen fuhr er im November 2010 in Saas-Fee, welches er auf dem 39. Platz auf der Halfpipe beendete. Bei den Snowboard-Weltmeisterschaften 2013 in Stoneham belegte er den 38. Rang auf der Halfpipe und den 12. Platz im Slopestyle. In der Saison 2014/15 kam er bei fünf Teilnahmen an Weltcuprennen viermal unter den ersten Zehn und erreichte damit den fünften Rang im Freestyle-Weltcup. Bei den Snowboard-Weltmeisterschaften 2015 am Kreischberg errang er den 21. Platz im Halfpipe-Wettbewerb, den 18. Platz im Slopestyle und den 13. Platz im Big Air. Im folgenden Jahr belegte er bei den Snowboard-Weltmeisterschaften 2016 in Yabuli den 18. Platz im Slopestyle und den 12. Rang im Big Air. In der Saison 2016/17 kam er im Weltcup mit drei Top-Zehn-Platzierungen, darunter Platz drei im Slopestyle auf der Seiser Alm auf den 15. Platz im Freestyle-Weltcup. Bei den Snowboard-Weltmeisterschaften 2017 in Sierra Nevada belegte er den 43. Platz im Big Air und den vierten Rang im Slopestyle. In der folgenden Saison errang er bei den Winter-X-Games 2018 in Aspen den 18. Platz im Slopestyle und den achten Platz im Big Air und bei den X-Games Norway 2018 in Fornebu den 13. Platz im Big Air. Bei den Olympischen Winterspielen 2018 in Pyeongchang kam er auf den 34. Platz im Big Air und auf den 20. Rang im Slopestyle.
In der Saison 2018/19 belegte De Buck bei den Winter-X-Games 2019 den 19. Platz im Slopestyle sowie den achten Rang im Big Air und bei den Snowboard-Weltmeisterschaften 2019 in Park City den achten Platz im Slopestyle. In den folgenden Jahren errang er bei den Winter-X-Games 2020 den 13. Platz im Slopestyle und bei den Snowboard-Weltmeisterschaften 2021 in Aspen den 45. Platz im Big Air sowie den 13. Platz im Slopestyle.